# توافق صلح اتیوپی-تیگرای
توافق صلح اتیوپی-تیگرای یک پیمان‌نامهٔ صلح است که بین دولت اتیوپی و جبههٔ آزادی‌بخش خلق تیگرای (TPLF) در ۲ نوامبر ۲۰۲۲ امضا شد. در این معاهده، هر دو طرف برای پایان دادن به جنگ تیگرای با «توقف دائمی خصومت‌ها» توافق کردند. پس از دو سال درگیری میان شبه نظامیان جبههٔ تیگرای و ارتش اتیوپی، دو طرف پس از هفت روز مذاکره در پایتخت آفریقای جنوبی، پیمان صلح امضا کردند. این مذاکرات از تاریخ ۲۵ اکتبر ۲۰۲۲ در شهر پرتوریا، پایتخت آفریقای جنوبی، آغاز شده بود. دو طرف در پنجم اکتبر درخواست اتحادیهٔ آفریقا برای آغاز مذاکرات صلح را پذیرفته بودند.

## تعهدات جبههٔ آزادی‌بخش خلق تیگرای
- به اختیارات دولت احترام بگذارد.
- از کمک و مشارکت، حمایت و همکاری با هر گروه مسلح یا خرابکاران در هر نقطه از کشور خودداری کند.
- به «حاکمیت قانون اساسی دولت فدرال» برای اعزام نیرو و نیروهای امنیتی به تیگرای احترام بگذارد.
- با سربازگیری، آموزش یا استقرار نیروهای نظامی، یا برای «آمادگی برای درگیری» به حاکمیت اتیوپی ضربه نزند و از طریق «روابط با قدرت‌های خارجی» دولت اتیوپی تضعیف نکنید.

- تحمیل نکردن تغییر در دولت از راه‌های خلاف قانون اساسی.

## تعهدات دولت اتیوپی
- تمام عملیات نظامی علیه «مبارزان TPLF» را متوقف کند.
- خدمات اساسی و ضروری را در اسرع وقت به منطقه تیگرای بازگرداند.
- از معرفی TPLF به عنوان یک گروه تروریستی پرهیز کند.
- دسترسی بشردوستانه بدون مانع به تیگرای را فراهم کند.